# コチェリノヴォ
座標: 北緯42度5分 東経23度4分 / 北緯42.083度 東経23.067度

コチェリノヴォ
Кочериновоコチェリノヴォ ブルガリア内のコチェリノヴォの位置

コチェリノヴォ（ブルガリア語: Кочерѝново / Kocherinovo、発音(IPA):/ku.tʃɛ.ˈri.nu.vu/）はブルガリア西部の町、およびそれを中心とした基礎自治体。キュステンディル州に属する。
コチェリノヴォはソフィアから南に100キロメートル、ブラゴエヴグラトからE79で北に2キロメートルにあり、リラ修道院への道の途中に位置している。1930年代、ブルガリアの有名な詩人ニコラ・バプツァロフ（Никола Вапцаров / Nikola Vaptsarov）がコチェリノヴォの工房で火夫、技術者として勤務した。

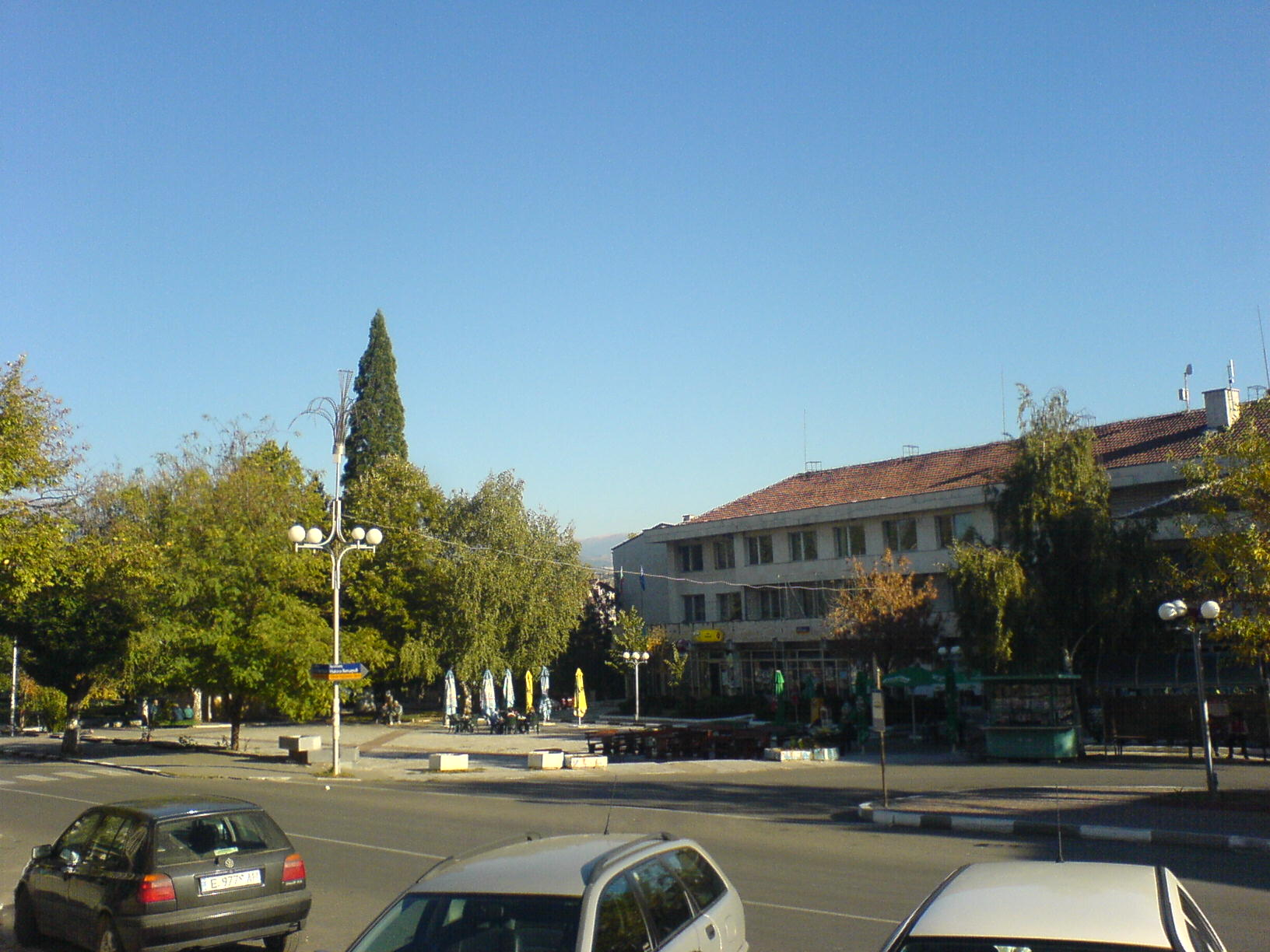
コチェリノヴォ

## 町村
コチェリノヴォ基礎自治体（Община Кочериново）には、その中心であるコチェリノヴォをはじめ、以下の町村（集落）が存在している。
- Бараково
- Боровец
- Бураново
- Драгодан
- Кочериново
- Крумово

- Мурсалево
- Пороминово
- Стоб
- Фролош
- Цървище